# Liste de personnalités liées à Lagny-sur-Marne
Cette liste recense les personnalités ayant eu un lien à la ville de Lagny-sur-Marne, commune française du département de Seine-et-Marne.

## Liste de personnalités
→ Voir la catégorie Catégorie:Naissance à Lagny-sur-Marne qui contient 33 noms (en septembre 2022).
→ Voir la catégorie Catégorie:Décès à Lagny-sur-Marne qui contient 36 noms (en septembre 2022)
→ Voir la catégorie Catégorie:Personnalité inhumée à Lagny-sur-Marne qui contient 1 nom (en septembre 2022)
→ Voir la catégorie Catégorie:Personnalité liée à Lagny-sur-Marne qui contient 11 noms (en septembre 2022), hors les personnalités nées, mortes, inhumées à Lagny-sur-Marne.
- Jehan Foucault de Saint-Germain -vers 1400- ), capitaine et défenseur de la ville durant la guerre de Cent Ans.
- Jean-Baptiste Le Prince (1734-1781), artiste peintre, graveur, mort en cette commune.
- Marie Auchard (1787-1846), nourrice du Roi de Rome, est inhumée au cimetière communal.
- Honoré de Balzac (1799-1850), venait régulièrement à Lagny-sur-Marne chez son imprimeur pour l'édition des Illusions perdues.
- Maxime Vernois (1809-1877), médecin, né dans la commune.
- Louise Michel (1830-1905), passe plusieurs mois à Lagny-sur-Marne en 1851 au pensionnat de Mme Duval où elle se prépare au métier d'institutrice.
- Rodolphe Piguet (1840-1915), graveur et peintre suisse, y vécut.
- Léon Bloy (1846-1917), écrivain polémiste. Quatre Ans de Captivité à Cochons-sur-Marne est le résumé de son séjour à Lagny-sur-Marne et dans les environs entre 1900 et 1904.
- Léo Gausson (1860-1944), peintre du groupe de Lagny, est né dans une des maisons à pignons, le 14 février 1860.
- William Saurin (1872-1937), fondateur de la marque est inhumé à Lagny[1].
- Edouard Cortès (1882-1969), né et mort à Lagny-sur-Marne, peintre post-impressionniste. Son père Antonio Cortés y Aguilar, est également mort dans cette commune.
- Maurice Faustino-Lafetat (1917-1998), artiste peintre, vécut à Lagny-sur-Marne.
- André Lauran (1922-2009), artiste peintre, mort à Lagny-sur-Marne.
- Pierre Hasquenoph (1922-1982), compositeur, vécut à Lagny-sur-Marne.
- Yaguel Didier (1942) native de Lagny-sur-Marne, voyante.
- Alain Demouzon (1945), auteur de romans policiers, est né dans la commune.
- Thierry Rey (1959), judoka. Un gymnase de Lagny-sur-Marne porte son nom.
- Laurent Fignon (1960-2010), cycliste, scolarisé à Lagny-sur-Marne.
- Corinne Hermès (1961), chanteuse , née à Lagny-sur-Marne.
- Paul Wehage (1963), compositeur de musique classique, vit à Lagny-sur-Marne.
- Xavier Blond (1967), natif de Lagny-sur-Marne, international de rugby à XV.
- Francis Llacer (1971), natif de Lagny-sur-Marne, joueur de football.
- Frantz Yvelin (1976), entrepreneur et pilote de ligne, natif de Lagny-sur-Marne.
- Benjamin Boukpeti (1981), kayakiste, natif de Lagny-sur-Marne.
- Bruce Abdoulaye (1982), footballeur congolais, vit à Lagny-sur-Marne.
- William Annotel (1983), handballeur, né à Lagny-sur-Marne.
- Cyril Cinélu (1987), chanteur, né à Lagny-sur-Marne.
- David Tixier (1989), pianiste et compositeur de jazz, né dans la commune.
- Franck Laurent-Grandpré (1991), pianiste et compositeur, lauréat du concours international de Lagny-sur-Marne en 2015.
- Paul Pogba (1993), footballeur, natif de Lagny-sur Marne.
- Salomé Saqué (1995), journaliste, native de Lagny-sur-Marne.
- Christopher Nkunku (1997), footballeur, natif de Lagny-sur-Marne
- Maka (2002), rappeur, natif de Lagny-sur-Marne.